# 30718 Records
30718 Records è un asteroide della fascia principale. Scoperto nel 1955, presenta un'orbita caratterizzata da un semiasse maggiore pari a 2,7651864 UA e da un'eccentricità di 0,3173391, inclinata di 5,29298° rispetto all'eclittica.